# Śródka (Gietrzwałd)
Śródka (deutsch Mittelgut) ist ein Dorf in der polnischen Woiwodschaft Ermland-Masuren. Es gehört zur Gmina Gietrzwałd (Landgemeinde Dietrichswalde) im Powiat Olsztyński (Kreis Allenstein).

## Geographische Lage
Śródka liegt am Westufer der Passarge (polnisch Pasłęka) im Westen der Woiwodschaft Ermland-Masuren, jeweils 18 Kilometer östlich der einstigen Kreisstadt Osterode in Ostpreußen (polnisch Ostróda) bzw. südwestlich der heutigen Kreismetropole Olsztyn (deutsch Allenstein).

## Geschichte
Das damalige Dorf Nickelsgut mit mehreren kleinen Gehöften fand zum ersten Male im Jahre 1543 Erwähnung. Als Mittelgut war es von 1874 bis 1945 Teil des Amtsbezirks Manchengut (polnisch Mańki) im Kreis Osterode in Ostpreußen.
160 Einwohner waren im Jahre 1910 in Mittelgut registriert. Ihre Zahl belief sich 1933 auf 141 und 1939 auf 147.
Mit dem gesamten südlichen Ostpreußen wurde Mittelgut 1945 in Kriegsfolge an Polen abgetreten. Das Dorf erhielt die polnische Namensform „Śródka“ und ist heute mit dem Sitz eines Schulzenamts (polnisch Sołectwo) eine Ortschaft im Verbund der Gmina Gietrzwałd (Landgemeinde Dietrichswalde) im Powiat Olsztyński (Kreis Allensgtein), bis 1998 der Woiwodschaft Olsztyn, seither der Woiwodschaft Ermland-Masuren zugehörig. Im Jahre 2011 zählte Śródka 33 Einwohner.

## Kirche
Bis 1945 war Mittelgut in die evangelische Kirche Manchengut (polnisch Mańki) in der Kirchenprovinz Ostpreußen der Kirche der Altpreußischen Union, außerdem in die römisch-katholische Kirche Hohenstein i. Ostpr. (polnisch Olsztynek) eingepfarrt.
Heute gehört Śródka katholischerseits zur Pfarrei Biesal (Biessellen) im Erzbistum Ermland, evangelischerseits zur Kirche Łęguty (Langgut), einer Filialkirche von Ostróda (Osterode in Ostpreußen) in der Diözese Masuren der Evangelisch-Augsburgischen Kirche in Polen.

## Verkehr
Śródka liegt südlich der Landesstraße 16 und ist von Biesal aus auf direktem Wege zu erreichen. Biesal ist auch die nächste Bahnstation und liegt an der Bahnstrecke Toruń–Tschernjachowsk (deutsch Thorn–Insterburg).